# Outey II
Outey II (1739 - décembre 1777), roi du Cambodge sous les noms de règne de Udayaraja II ou Naranayraja II.

## Biographie
Outey est le fils aîné du prince Ang Sor (1707-1753), lui-même fils du roi Ang Tong (mort en 1757) et de la princesse Peou, une fille du roi Ang Em.
Héritier de deux branches rivales de la famille royale, il est porté au trône en 1758. Il sollicite immédiatement l’investiture de la cour de Hué qui, pour prix de sa reconnaissance, annexe la province de « Preah  Trapeag » (en vietnamien: Trà Vinh).
Après avoir repoussé une première fois une armée siamoise en 1769 qui lui opposait le prince Ang Non, il doit se réfugier au Vietnam lors d’une seconde offensive du voisin occidental du Cambodge en 1771.
Il rentre au Cambodge en 1772 mais règne sous la surveillance d’un fonctionnaire vietnamien. Afin d’apaiser les querelles dynastiques qui déchirent le pays, il abdique en faveur de son frère cadet Ang Tan en 1775. Il prend alors le titre de  Maha Apayuvaraja (« Grand Roi retiré ») et meurt en décembre 1777.
De ses différentes unions, il laisse un fils et six filles dont :
- Ang Eng, roi du Cambodge.

## Sources
- Achille Dauphin-Meunier, Histoire du Cambodge, P.U.F, Paris, 1968 Que sais-je ? N° 916.
- Anthony Stokvis, Manuel d'histoire, de généalogie et de chronologie de tous les États du globe, depuis les temps les plus reculés jusqu'à nos jours, préf. H. F. Wijnman, éditions Brill Leyde 1888, réédition 1966, Volume I Part1: Asie, chapitre XIV § 9 « Kambodge » Listes et  tableau généalogique no 34  p.  337-338.
- (en) & (de) Peter Truhart, Regents of Nations, K.G Saur Münich, 1984-1988  (ISBN 359810491X), Art. « Kampuchea », p.  1732.